# فشار جانبی خاک

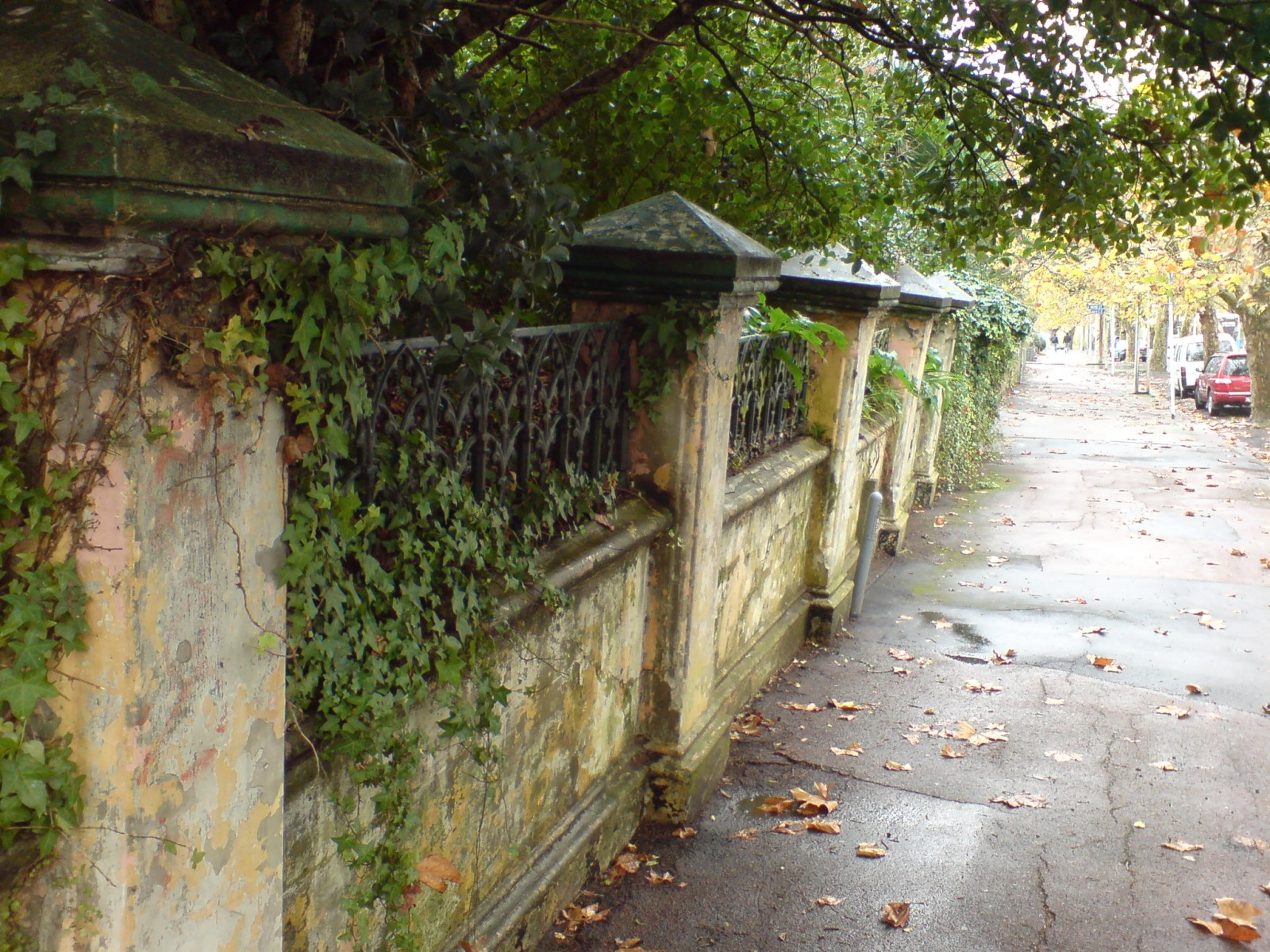
نمونه ای از فشار جانبی زمین در حال واژگون کردن دیوار حائل

فشار زمین خاک عبارت است از فشاری که خاک در جهت افقی اعمال می‌کند. فشار جانبی خاک از اهمیت ویژه ای برخوردار است زیرا بر رفتار تحکیمی و مقاومت خاک تأثیر می‌گذارد و به دلیل آنکه در طراحی سازه‌های مهندسی ژئوتکنیکی مانند دیوارهای حائل، تونل‌ها، شالوده‌های عمیق و گودبرداری‌های مهاربندی شده مورد توجه قرار می‌گیرد.

## ضریب فشار جانبی خاک
ضریب فشار جانبی خاک K، به عنوان نسبت تنش مؤثر افقی، σ'h، به تنش مؤثر عمودی، σ'v تعریف شده‌است. مطابق با مباحث مکانیک خاک، تنش مؤثر فشار بین دانه‌ای است که با کم کردن فشار آب حفره‌ای از تنش کل وارد شده بر المان خاک محاسبه می‌شود. ضریب K برای یک نمونه خاک تابعی از خصوصیات خاک و تاریخچه تنش آن است. حداقل مقدار پایدار K، ضریب فشار فعال زمین Ka نامیده می‌شود. به عنوان مثال، هنگامی شرایط ایجاد یک فشار فعال خاک به‌وجود می‌آید که یک دیوار نگهدارنده از خاک دور شود. حداکثر مقدار پایدار K ضریب فشار مقاوم خاک، Kp نامیده می‌شود. برای یک سطح رسوبی در سطح زمین با فشار جانبی صفر در خاک، ضریب «سکون» فشار جانبی خاک، K0 بدست می‌آید.
تئوری‌های بسیاری برای پیش‌بینی فشار جانبی خاک وجود دارد. برخی از آنها مبتنی بر تجربه و برخی نیز از نوع تحلیلی است.

## تعاریف نمادها
در این مقاله متغیرهای زیر در معادلات به شرح زیر است:
| عبارت | توضیح                                      |
| ----- | ------------------------------------------ |
| OCR   | نسبت پیش‌تحکیمی                             |
| β     | زاویه شیب دیواره نسبت به افق               |
| δ     | زاویه اصطکاک دیوار                         |
| θ     | زاویه دیوار نسبت به راستای قائم            |
| φ     | زاویه اصطکاک داخلی خاک                     |
| φ'    | زاویه اصطکاک داخلی مؤثر خاک                |
| φ'cs  | زاویه اصطکاک داخلی مؤثر خاک در حالت بحرانی |

## فشار سکون
فشار سکون خاک، با K0 نشان داده شده‌است، فشار جانبی درجا است. این می‌تواند به‌طور مستقیم با تست انبساط سنج (DMT) یا تست فشار سنج در گمانه‌ها (PMT) اندازه‌گیری شود. از آنجا که انجام این آزمایش‌ها بسیار گران است، روابط تجربی به منظور پیش‌بینی فشار سکون با کمک زاویه اصطکاک داخلی خاک به‌وجود آمده‌اند. برخی از این روابط در زیر آورده شده‌است.
- جکی (1948)[۱] برای خاکهای عادی تحکیم شده:

{\displaystyle K_{0(NC)}=1-\sin \phi '\ }
اگرچه جکی با استفاده از یک مدل نظری نتیجه فوق را به دست آورد، فرضیات مرتبط با مشکلات فیزیکی ارتباطی ندارند. در این راستا، پیش‌بینی‌های خوب ارائه شده توسط راه حل وی غالباً به عنوان یک تصادف تلقی می‌شود.
- طبق رابطهٔ Llano-Serna و همکاران،[۲] با تغییر جزئی در رابطه جکی اثبات شده‌است که برای تعیین K0 (NC) برای خاکهای ریزدانه در حالتهای بحرانی رابطه زیر کارآمدتر است:

{\displaystyle K_{0(NC)}=1.15-\sin \phi _{cs}'\ }
با این حال، روابط بالا در برخورد با خاک دارای زاویه اصطکاکی بالا و نسبت پواسون بالا چندان قابل اعتماد نیستند.
- ماین و کلهای (1982)[۳] برای خاکهای پیش تحکیم یافته:

{\displaystyle K_{0(OC)}=K_{0(NC)}*OCR^{(\sin \phi ')}\ }
در این رابطه باید مشخصات OCR مربوط با عمق خاک مورد نظر مشخص شود. OCR نسبت پیش‌تحکیمی است {\displaystyle \phi '} زاویه اصطکاک داخلی مؤثر خاک است
- برای برآورد ضریب K0 در خاک دستی متراکم شده، به اینگولد (۱۹۷۹) مراجعه کنید[۴]

## فشار جانبی محرک و مقاوم خاک

### نظریه رانکین
نظریه رانکین، توسعه یافته در سال ۱۸۵۷، یک راه حل میدان تنش است که فشار محرک و مقاوم خاک را پیش‌بینی می‌کند. در رابطه رانکین فرض بر این است که خاک یکنواخت است، زاویه اصطکاک دیواره برابر با شیب دیوار در تماس با خاک است، سطح مشترک بین دیوار و خاک قائم می‌باشد، صفحه خرابی در خاک به‌صورت صفحه ای تشکیل شود و نیروی معادل فشار خاک وارده بر دیوار با سطح دیوار زاویه دارد. معادلات ضرایب فشار جانبی محرک و مقاوم فشار خاک در زیر آورده شده‌است. توجه داشته باشید که 'φ زاویه مقاومت برشی خاک است و زاویه β بین سطح پشتی دیوار به افق است.
{\displaystyle K_{a}=\cos \beta {\frac {\cos \beta -\left(\cos ^{2}\beta -\cos ^{2}\phi \right)^{1/2}}{\cos \beta +\left(\cos ^{2}\beta -\cos ^{2}\phi \right)^{1/2}}}}
{\displaystyle K_{p}=\cos \beta {\frac {\cos \beta +\left(\cos ^{2}\beta -\cos ^{2}\phi \right)^{1/2}}{\cos \beta -\left(\cos ^{2}\beta -\cos ^{2}\phi \right)^{1/2}}}}
برای موردی که β صفر است، معادلات فوق به شرح زیر ساده می‌شود
{\displaystyle K_{a}=\tan ^{2}\left(45-{\frac {\phi }{2}}\right)={\frac {1-\sin(\phi )}{1+\sin(\phi )}}}
{\displaystyle K_{p}=\tan ^{2}\left(45+{\frac {\phi }{2}}\right)={\frac {1+\sin(\phi )}{1-\sin(\phi )}}}

### نظریه کولومب

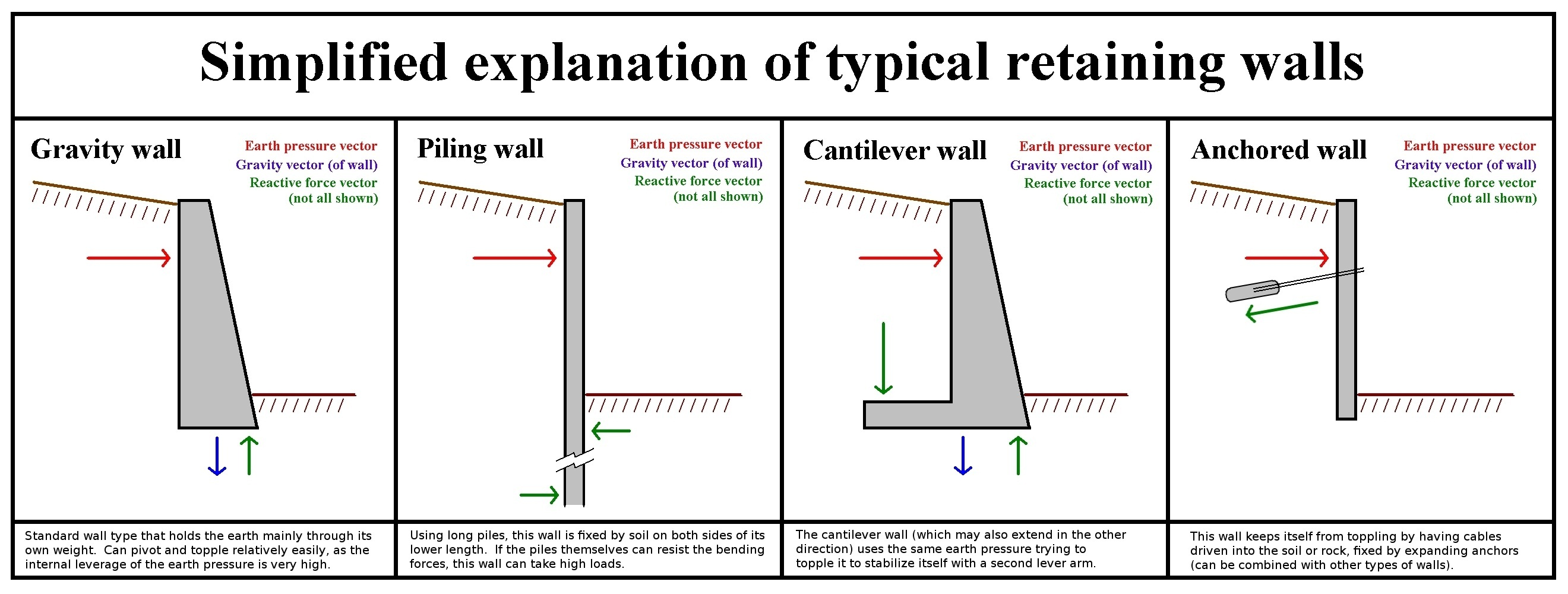
انواع مختلفی از دیوارهای سازه‌ای که می‌توانند برای مقاومت در برابر فشار خاک طراحی شوند.

کولومب (1776) برای اولین بار مشکل فشارهای جانبی خاک بر سازه‌های نگهدارنده را بررسی کرد. او از نظریه تعادل حدی استفاده کرد، که بلوک خاک حرکت کرده را به عنوان یک جسم آزاد به منظور تعیین فشار حدی افقی زمین در نظر می‌گیرد. فشار افقی حدی بلوک خاک در حالت محرک یا مقاوم به ترتیب به منظور تعیین Ka و Kp استفاده می‌شود. از آنجا که مسئله مورد نظر از لحاظ استاتیکی نامعین است، تعدادی از سطوح شکست بالقوه برای شناسایی سطح شکست بحرانی باید تجزیه و تحلیل شوند.
فرض اصلی کولومب این است که سطح خرابی مسطح است. مانیل (1908) بعداً معادلات کولومب را توسعه داد تا اصطکاک دیوار، نشان داده شده با δ، را در نظر بگیرد. علاوه بر این مولر-برسلاو (1906) معادلات مانیل را برای یک سطح مشترک خاک-دیوار غیر عمودی تعمیم داد (که با زاویه θ از راستای قائم نشان داده می‌شود).
{\displaystyle K_{a}={\frac {\cos ^{2}\left(\phi -\theta \right)}{\cos ^{2}\theta \cos \left(\delta +\theta \right)\left(1+{\sqrt {\frac {\sin \left(\delta +\phi \right)\sin \left(\phi -\beta \right)}{\cos \left(\delta +\theta \right)\cos \left(\beta -\theta \right)}}}\ \right)^{2}}}}
{\displaystyle K_{p}={\frac {\cos ^{2}\left(\phi +\theta \right)}{\cos ^{2}\theta \cos \left(\delta -\theta \right)\left(1-{\sqrt {\frac {\sin \left(\delta +\phi \right)\sin \left(\phi +\beta \right)}{\cos \left(\delta -\theta \right)\cos \left(\beta -\theta \right)}}}\ \right)^{2}}}}
به جای ارزیابی معادلات فوق یا استفاده از برنامه‌های نرم‌افزاری تجاری برای محاسبه مقادیر، می‌توان از کتاب جداول برای رایج‌ترین موارد استفاده کرد. به‌طور کلی به جای Ka، قسمت افقی K ah جدول‌بندی می‌شود.

## رابطه بل
برای خاکهای دارای چسبندگی، بل یک راه‌حل تحلیلی تهیه کرد که از ریشه مربع ضریب فشار برای پیش‌بینی سهم چسبندگی در فشار حاصل از کل استفاده می‌کند. این معادلات نشان دهنده کل فشار جانبی جانبی زمین است. عبارت اول سهم غیر چسبنده و عبارت دوم سهم چسبندگی را از فشار جانبی خاک نشان می‌دهد. معادله اول برای شرایط فشار محرک زمین و دوم برای شرایط فشار مقاوم زمین است.
{\displaystyle \sigma _{h}=K_{a}\sigma _{v}-2c{\sqrt {K_{a}}}\ }
{\displaystyle \sigma _{h}=K_{p}\sigma _{v}+2c{\sqrt {K_{p}}}\ }